# Candy - Morte in Texas
Candy - Morte in Texas (Candy) è una miniserie televisiva statunitense del 2022, creata da Nick Antosca e Robin Veith.
La miniserie è stata distribuita dal 9 al 13 maggio 2022 sulla piattaforma streaming Hulu. In Italia la miniserie è stata resa disponibile il 12 ottobre 2022 su Disney+, come Star Original.

## Trama
A Wylie, venerdì 13 giugno 1980, Candy Montgomery, una casalinga di periferia, viene accusata di aver ucciso la sua vicina Betty Gore, dopo aver avuto una relazione con il marito di quest'ultima, Allan.

## Puntate
| nº | Titolo originale       | Titolo italiano            | Pubblicazione USA | Pubblicazione Italia |
| -- | ---------------------- | -------------------------- | ----------------- | -------------------- |
| 1  | Friday the 13th        | Venerdì 13                 | 9 maggio 2022     | 12 ottobre 2022      |
| 2  | Happy Wife, Happy Life | Moglie felice, vita felice | 10 maggio 2022    | 12 ottobre 2022      |
| 3  | Overkill               | Accanimento                | 11 maggio 2022    | 12 ottobre 2022      |
| 4  | Cover Girl             | Ragazza copertina          | 12 maggio 2022    | 12 ottobre 2022      |
| 5  | The Fight              | La battaglia               | 13 maggio 2022    | 12 ottobre 2022      |

## Personaggi e interpreti

### Personaggi principali
- Candy Montgomery, interpretata da Jessica Biel, doppiata da Chiara Gioncardi.
- Betty Gore, interpretata da Melanie Lynskey, doppiata da Valentina Mari.
- Allan Gore, interpretato da Pablo Schreiber, doppiato da Gabriele Sabatini.
- Pat Montgomery, interpretato da Timothy Simons, doppiato da Gabriele Lopez.
- Don Crowder, interpretato da Raúl Esparza, doppiato da Alessio Cigliano.

### Personaggi ricorrenti
- Sherry Clecker, interpretata da Jessie Mueller, doppiata da Sarah Nicolucci.
- Steve Deffibaugh, interpretato da Justin Timberlake, doppiato da Andrea Mete.
- Richard, interpretato da Adam Bartley, doppiato da Ivan Andreani.
- Reverendo Ron, interpretato da Jordan Patrick, doppiato da Gabriele Pellicanò.
- Denny Reese, interpretato da Jason Ritter.

## Distribuzione
Candy - Morte in Texas è stata distribuita negli Stati Uniti sulla piattaforma streaming Hulu a partire dal 9 maggio 2022, con gli episodi pubblicati giornalmente fino al 13 maggio successivo.
A livello internazionale è stata distribuita dalle piattaforme Star+ e Disney+, come Star Original. In Italia la miniserie è stata interamente pubblicata il 12 ottobre 2022.